# اکهارد فایگنسپن
اکهارد فایگنسپن (انگلیسی: Eckehard Feigenspan؛ زادهٔ ۱۳ مهٔ ۱۹۳۵) بازیکن فوتبال اهل آلمان است.
از باشگاه‌هایی که در آن بازی کرده‌است می‌توان به باشگاه فوتبال آینتراخت فرانکفورت، باشگاه فوتبال روت‌وایس اسن، و باشگاه فوتبال مونیخ ۱۸۶۰ اشاره کرد.
وی همچنین در تیم ملی فوتبال Germany B بازی کرده‌است.